# Lepidiota macrolepida
Lepidiota macrolepida är en skalbaggsart som beskrevs av Moser 1913. Lepidiota macrolepida ingår i släktet Lepidiota och familjen Melolonthidae. Inga underarter finns listade i Catalogue of Life.